# Pomologia Croatica
Pomologia Croatica je znanstveni i stručni časopis Hrvatskoga agronomskoga društva iz područja voćarstva. Pokriva područja poljoprivrede (agronomije) i biotehnologije.

## Povijest
Izlazi od 1995. godine. Prvi je znanstveni časopis iz voćarstva u Hrvatskoj. Izlazi četiri puta godišnje. Osnovao ga je Ivo Miljković. Miljković je ujedno i prvim glavnim urednikom. Dužnost je obnašao do 2010. godine, a od sljedeće je godine glavni urednik časopisa bio Zlatko Čmelik. Glavni urednik 2017. godine je Krunoslav Dugalić.
U Pomologia Croatica izlaze znanstveni i stručni članci iz voćarstva, te svih područja u svezi s voćarstvom, zatim društvene vijesti, bilješke, kratka priopćenja i priloge iz voćarske prakse, prikaze knjiga i članaka iz domaće i strane literature. Objavljeni članci su na na hrvatskom i engleskom jeziku. Objavljuje se članke koji nisu objavljeni nigdje drugdje, niti su predani za objavljivanje u nekom drugom časopisu.
Radovi iz Agronomskog glasnika citirani su u sljedećim bazama podataka: CAB International, Biosis Previews, Agricola, Food Sci.& Tech.Abs. i Agris.
ISSN elektronskog izdanja je 1848-9028. ISSN tiskanog izdanja je ISSN 1330-6626.

## Vanjske poveznice
- Časopisi Hrvatskoga agronomskog društva  Arhivirana inačica izvorne stranice od 30. kolovoza 2018. (Wayback Machine)